# Masturbação anal

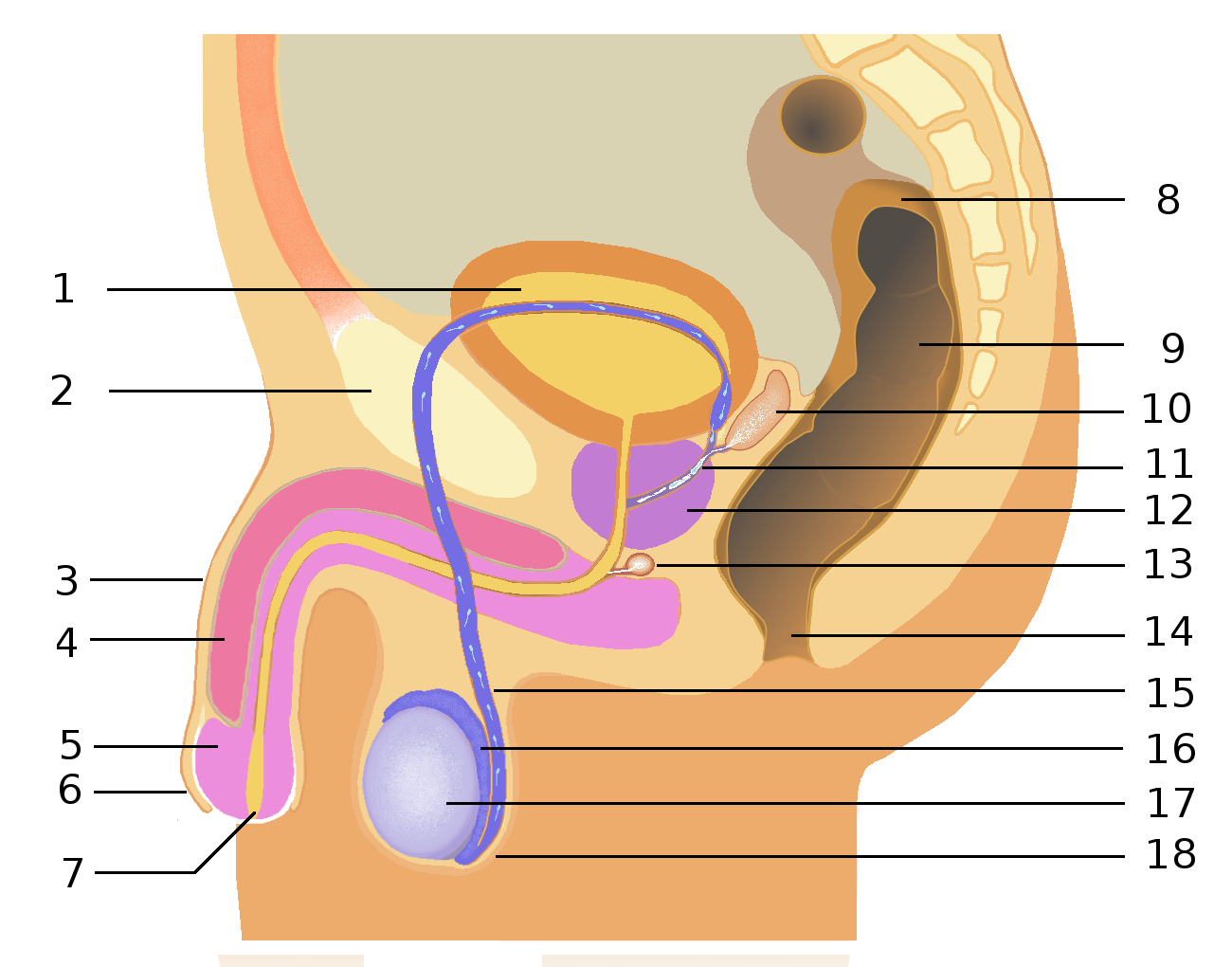
Aparelho reprodutor masculino e órgãos próximos: 1 – Bexiga; 2 – Osso púbico; 3 – Pénis; 4 – Corpo cavernoso; 5 – Glande; 6 – Prepúcio; 7 – Abertura uretral; 8 – Cólon sigmoide; 9 – Recto; 10 – Vesícula seminal; 11 – Conduto ejaculador; 12 – Próstata; 13 –Glândula bulbouretral; 14 – Ânus; 15 – Vaso deferente; 16-Epidídimo; 17 – Testículo; 18 – Escroto.

A masturbação anal é a estimulação erótica com foco no ânus e no reto. Em humanos, os métodos de masturbação anal incluem a estimulação manual da abertura anal, a inserção de um ou mais objetos, como itens de formato fálico, e a prática de estimulação com água (enema, também conhecida como chuca) ou com brinquedos sexuais, como bolas tailandesas, plugues anais, dildos, vibradores ou massageadores de próstata.

## Método
O prazer derivado da masturbação anal deve-se às terminações nervosas nas áreas do ânus e reto, incluindo os nervos do períneo.
Nos homens, a função orgástica através da genitália depende parcialmente do funcionamento saudável dos músculos do assoalho pélvico e dos músculos lisos circundam a próstata. A masturbação anal costuma ser mais prazerosa para quem tem a próstata em funcionamento, pois esta é uma área que contém terminações nervosas sensíveis. Alguns homens acham que a qualidade de seu orgasmo aumenta significativamente com o uso de um plug anal ou outro item inserido no ânus durante a atividade sexual. Como um parceiro passivo, é comum um homem não atingir o orgasmo somente com sexo anal.
Algumas mulheres também praticam a masturbação anal. Alfred Kinsey, em "Sexual Behavior in the Human Female", documentou que "ainda existem outras técnicas de masturbação que foram regularmente ou ocasionalmente empregadas por cerca de 11% das mulheres na amostra... enemas e outras inserções anais... foram utilizadas".
A enema ou as chucas anais podem, por questões de higiene, ser empregadas antes da masturbação anal, caso desejado. Mas, como observado acima por Kinsey, enemas também podem ser usados como uma forma de masturbação anal, sendo a excitação sexual por enemas conhecidos como clismafilia, um tipo de parafilia.

## Segurança
A inserção de objetos estranhos no ânus apresenta alguns riscos. A anatomia dessa área é frágil, pois as paredes intestinais não sentem dor e caso objetos sejam empurrados muito incisivamente, pode ser necessária cirurgia para remoção deste (mesmo em casos em que não ocorrem ferimentos). No entanto, a masturbação anal pode ser realizada com maior segurança quando algumas práticas são aderidas, garantindo que o intestino seja esvaziado antes de começar, o ânus e o reto estejam suficientemente lubrificados e relaxados e o objeto inserido não seja muito grande.

### Objetos

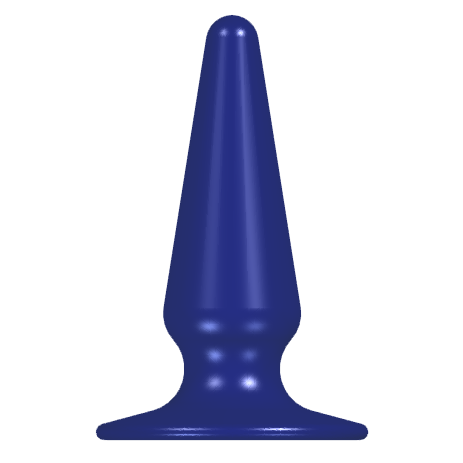
Os plugues anais geralmente têm uma base alargada e não possuem costuras

Alguns estimuladores anais têm nervuras propositadamente ou têm um padrão de onda para aumentar o prazer e simular uma relação sexual. Estimular o reto com um objeto de bordas ásperas ou um dedo (com o propósito de estimular medicamente a evacuação ou por outros motivos) pode causar lesões na parede do reto, especialmente se as unhas não estiverem aparadas. Os alimentos vegetais têm bordas ásperas e a maioria tem microorganismos em sua superfície e, portanto, podem levar à infecção se não forem higienizados antes do uso.[carece de fontes?]

### Riscos associados a sangramento
Lesões menores que causam algum sangramento no reto representam um risco mensurável e, em alguns casos, precisam de tratamento médico. A lesão pode ser contida pela cessação da estimulação anal a qualquer sinal de lesão, sangramento ou dor. Embora sangramentos menores possam parar por conta própria, indivíduos com lesões graves, problemas de coagulação ou outros fatores médicos podem enfrentar sérios riscos e exigir atenção médica.[carece de fontes?]

### Corpos estranhos retais
Os plugues anais normalmente têm uma base alargada para evitar a inserção completa e devem ser cuidadosamente higienizados antes e depois do uso. Brinquedos sexuais, incluindo objetos para inserção retal, não devem ser compartilhados, a fim de minimizar o risco de transmissão de doenças. Objetos como lâmpadas ou qualquer coisa facilmente quebrável, como vidro ou velas de cera, não são seguros na masturbação anal, pois podem quebrar ou estilhaçar internamente, levando à necessidade de intervenção médica.[carece de fontes?]

## Higiene
A função biológica do ânus é expelir gases intestinais e fezes do corpo, portanto, ao praticar a masturbação anal, a higiene é importante. Pode ser desejável cobrir os plugues anal ou outros objetos com um preservativo antes da inserção e, em seguida, descartar o preservativo. Para minimizar a potencial transferência de infecções entre parceiros sexuais, existem práticas de sexo seguro recomendadas por profissionais de saúde. Infecções orais, anais ou vaginais podem ocorrer de forma semelhante à prática sexual do ânus-a-boca ou da anilíngua. 